# Горностайпільські хасиди
Горностайпільський хасидизм (івр. חסידות הורניסטייפול, хасідут горністайполь) — династія рабинів, відгалуження чорнобильської династії, назва походить від містечка Горностайпіль в Україні. Він відокремився з династії аннопільських хасидів. Засновником династії був рабин Мордехай Дов Тверський.
Нині кілька рабинів з роду горностайпільських хасидів очолюють громади у США та Ізраїлі.

## Мордехай Дов Тверский

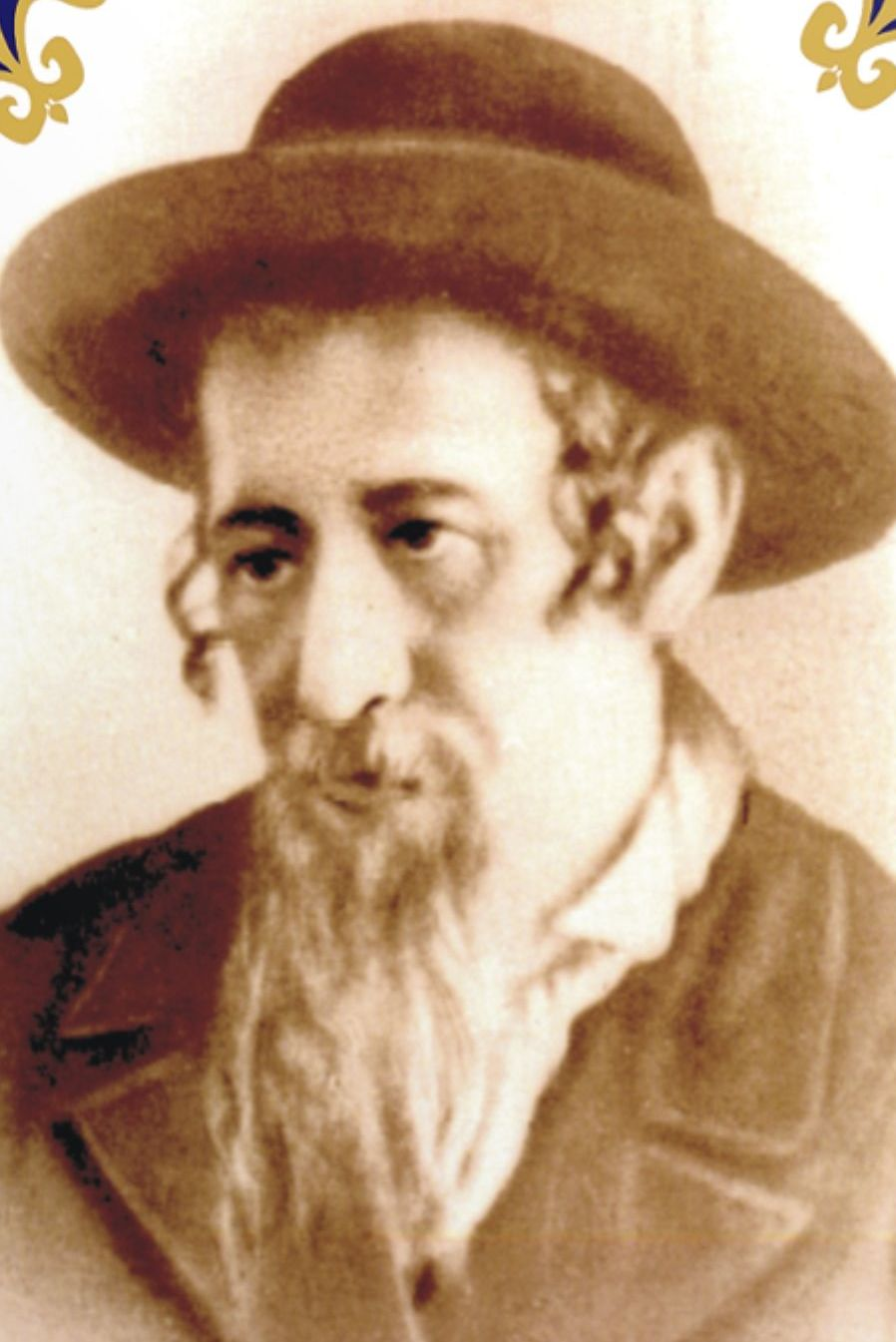
Мордехай Дов Тверский

Засновник династії рабин Мордехай Дов Тверский (івр. מרדכי דב טברסקי, їд. מרדכי דוב טווערסקי; 6 грудня 1839 — 14 вересня 1903). Мордехай Дов народився в родині рабина Мешулама Зусі Ойрбаха з Тлумача, який був правнуком рабина Зусі з Аннополя. Його мати Штерна Фейга Рахель була донькою рабина Якова Ісраеля з Черкас і онукою рабина Мордехая з Чорнобиля та хабадського рабина Добера Шнеурі, сина Шнеура Залмана із Ляд. У віці шести або дев'яти років Мордехай Дов залишився сиротою та виховувався дідом, рабином Яков Ісраель Тверский і  прийняв його прізвище - Тверский. Він одружився з Рейцою, дочкою засновника династії з Сандеча, рабина Хаїма Гальберштама, автора «Деврей Хаїм». На момент заручин нареченим було тринадцять років, і сватання проводилося без того, щоб батько нареченої попередньо бачив нареченого.
У 1863 році розпорядженням діда був оголошений адмором. Він повернувся до Горностайполя і очолив великий хасидський двор. Після смерті діда, в 1876 році, кількість його послідовників значно збільшилася і він став одним з найвпливовіших рабинів в Російській імперії.
Він вважався винятковим ученим і листувався з визначними знавцями Тори свого покоління. Його книги: «Трактат про чистоту» (івр. חיבור לטהרה, Хібер ле-тегора) — трактат про закони мікви і умивання рук; «Долина питань» (івр. עמק שאלה, Емек шеела) — збірка респонсів з галахи; «Долина мудрості» (івр. עמק החכמה, Емек га-хохма) — проповіді до тижневих розділів Тори; «Торей загав» (івр. תורי זהב) — настанови про закони лихварства; «Пеле йоец» (івр. פלא יועץ) — порадник щодо свят.

### Його діти
- Штерна Фейга — дружина рабина Нахума Залмана Шнеєрсона з Черкас.
- Хая Малька — дружина київського рабина Моше Гутермана
- Рабин Аарон Елімелех Шнеур Залман (17 жовтня 1862 — 19 жовтня 1923) — рабин в Гнатівці, а пізніше в Коросно. Після його смерті громаду очолив його син рабин Моше Тверский (1895? — 1942?), який загинув у Голокості.
- Сара Мір'ям — дружина рабина Шалома Еліезера Гальберштама з Рацферта.
- Рабин Хаїм Моше Цві (24 грудня 1866 — 20 листопада 1933) — зять рабина Менахема Нахума з Ротмістрівки. Очолив громаду після смерті тестя.
- Рабин Бен-Ціон Єгуда Лейб Тверский[⇨] — наступний адмор горностайпільського хасидського двору.
- Йохвед Рівка — дружина рабина Еліші Гальберштама із Горлиць
- Рабин Барух Давід (13 лютого 1875 — 13 грудня 1925) — зять рабина Шломо Залмана з Рашкова. Рабин Калинковичів.
- Естер Гендель — дружина рабина Хаїма Шнеєрсона з Речиць

## Бен-Ціон Єгуда Лейб Тверский
Рабин Бен-Ціон Єгуда Лейб Тверський (19 жовтня 1867 -6 січня 1951) третій син Мордехая Терского народився в Горностайполі, а після смерті батька в 1903 році його покликали зайняти його місце. Протягом одинадцяти років він керував хасидським двором у Горностайполі. Він одружився з Рахелью, донькою рабина Іцхака Йоеля Рабіновіца, ребе Контікозіва.
У 1914 р. емігрував до Ізраїлю, але через короткий час повернувся в Україну й оселився в Києві, після комуністичної революції втік з Києва до Польщі, а в 1925 р. переїхав до Антверпена, де прожив одинадцять років. У 1936 (1936) році він знову іммігрував до Палестини, і цього разу лише на короткий період у один рік, наприкінці якого він повернувся до Антверпена. Його наміром було залагодити свої справи та повернутися до Палестини назавжди, але він затримався в Антверпені, і за кілька днів до того, як нацисти увійшли в місто, йому вдалося втекти. Оскільки ворота землі Ізраїлю були зачинені, він приїхав до Сполучених Штатів і оселився в Чикаго, де пробув до своєї смерті в 1951 році.
Його п'ятий син, молодший із синів, рабин Яків Ізраель, продовжив рід Ребе.
Його син, рабин Моше Мешулам Зоша, помер за життя у другому році Шевату 1875 р . Він був зятем рабина Сімхи Іссахара Бер Хальберстама з Тшишинова, служив рабином Блохіна та ребе в Києві.

## Яков Ісраель Тверский
Яков Ісраель Тверский (1908 - 1973), був названий на честь свого старця з Черкас. Він оселився в місті Мілуокі, де заснував невеликий хасидський суд. Він одружився з Деборою Лією Халберстам, донькою свого двоюрідного брата (зятя рабина Шалома Еліезера Хальберстама, зятя його діда рабина Мордехая Дова) раббі Бенціона Гальберстама з Бабова, який був убитий під час Голокосту.
Його старшим сином і наступником на його місці в Адмороті є рабин Шломо Тверський. Решта його синів мають адморотську хасидську зовнішність, але також мають наукові ступені: рабин Мордехай Дов (зять рабина Шалома з Недворни Брайтон), бухгалтер; рабин Авраам Єгошуа Хешель, психіатр, засновник закладів для лікування наркоманії та автор медичних книг про психічні захворювання; Рабин Аарон Давид, юрист, викладач і декан юридичного факультету Університету Хофстра (N) Інший син, рабин Єхіель Міхал (зять рабина Ізраїля Авраама Стайна Абд Палічана), займає місце батька в конгрегації «Бейт Єгуда» в Мілуокі, пише і займається кіровою далеко

## Рабин Шломо Тверський
Рабин Бен Ціон Хаїм Шломо Мешулам Зоша Тверський (5 -й Таммуз, 1923-5742 , 1981 ) служив рабином і ребе в Денвері, Колорадо. Він народився в Кракові, Польща, як старший син рабина Якова Ізраеля та Дебори Лії Тверської. Мілуокі, Сполучені Штати. У молодості він отримував приватні уроки, а пізніше навчався в Єшиві Тори та Божества. Він одружився з Лією Гіндою Лейфер, донькою рабина Йосефа Лейфера, ребе Пітсбурга. У 1945 році він був призначений рабином єврейської громади в Денвері. На Рош Ха-Шана 1961 (1960) року він потрапив до лікарні через серйозну хворобу та переніс кілька операцій. На Йом Кіпур того року дві громади, у Денвері та Мілуокі, додали йому додаткове ім'я як чесноту для його одужання, і через неможливість координації між ними було додано дві різні назви. Хвороба продовжувала гніздитися в його тілі до його смерті приблизно через 20 років, і протягом багатьох років йому довелося пройти багато лікування та операцій. У 1966 році з сім'єю відвідав Ізраїль на 9 місяців. У 1973 році, після смерті свого батька, він був призначений продовжити лінію Адморот Горностайпіль, багато в чому займаючись поширенням юдаїзму та «згуртуванням» навернених. Закон про штрафний забій у Сполучених Штатах. Помер у Сімхат Торі 5742 (1981).
Його син рабин Мордехай Тверський відкрив у Флатбуші Бейт-Мідраш у стилі Карлібаха. Як і його дядько, він також складає багато мелодій.
Його зять, рабин Шалом Шекна Фрідман, займає його місце і служить ребе Горностайпіля в землі Ізраїль, його семінарія знаходиться в місті Бейтар-Іліт.
У 5666 році його онук видав книгу «Царства Соломона», що містить слова Тори та розповіді про нього.

## У Палестині
Хаїм Аарон Тверский, брат рабина Якова Ісраеля Тверского, який жив у Тель-Авіві, протягом багатьох років керував невеликою хасидською синагогою «Бейт Єгуда» названою на честь їхнього батька рабина Єгуди Лейба Бен-Ціона Тверского.
Інший брат, рабин Менахем Нахум Тверський (названий на честь патріарха династії рабина Менахема Нахума з Чорнобиля, власника « Maor Einim»), був чоловіком єдиної доньки рабина Йосефа Цві Каліша, ребе Скарневіца, нащадка династії Ворка, який у 1930-х роках служив рабином Бней-Брака, тоді ще молодого релігійного поселення. Рабин Тверський видав книгу «Мадор-ель - Дор» про історію родини.

### Нинішній ребе
Зять рабина Бен-Ціона Хаїма Шломо Мешулама Зоші Тверського, рабин Шалом Шекна Фрідман, займає його місце і служить ребе Горністіфула, а його медресе в районі Паджі в Єрусалимі, у 1777 році він почав будувати чудове нове медресе в місті Бейтар-Іліт, а в 19 році H переїхав до Бейтар-Іліт.